# ألفارو بينتوس
ألفارو بينتوس (بالإسبانية: Álvaro Pintos)‏ هو لاعب كرة قدم أوروغواياني في مركز الهجوم، ولد في 24 أكتوبر 1977 في مونتيفيديو في الأوروغواي. لعب مع اتحاد أبناء سخنين وبنيارول وبيلا فيستا وسنترال إسبانيول ونادي خورخي ويلسترمان ونادي راه آهن ونادي ريال بوتوسي ونادي سان خوسيه ونادي يونيفرسيتاريو.

## وصلات خارجية
- ألفارو بينتوس على موقع إي إس بي إن إف سي (الإنجليزية)
- ألفارو بينتوس على موقع قاعدة بيانات كرة القدم.إي يو (الإنجليزية)
- ألفارو بينتوس على موقع Soccerway.com (الإنجليزية)